# 努诺·门德斯
努诺·亚历山大·塔瓦雷斯·门德斯（葡萄牙語：Nuno Alexandre Tavares Mendes；2002年6月19日—），是一名葡萄牙足球运动员，场上司职左后卫，目前效力于法甲球队巴黎圣日耳曼，亦是葡萄牙国家队队员之一。

## 俱乐部生涯
努诺·门德斯于2002年6月19日出生在葡萄牙里斯本大区的辛特拉镇，他是安哥拉裔。努诺·门德斯在10岁就加入了葡萄牙体育的青训学院。2020年6月12日，在葡萄牙体育主场1-0战胜费雷拉的葡超比赛中的第72分钟替补出场，换下了阿根廷后卫阿库尼亚，完成了一线队首秀。
在2020赛季开始前，阿库尼亚离开了葡萄牙体育，加盟了西甲球队塞维利亚。这也使得努诺·门德斯成为了球队主帅阿莫里姆在左后卫位置上的首选，而他在此时年仅18岁。同年10月4日，在葡萄牙体育2-0客胜波尔蒂芒人的比赛中，努诺·门德斯打进一球，这也是他在正式比赛中为葡萄牙体育打进的第一粒进球。
2020年12月19日，努诺·门德斯与葡萄牙体育续约至2025年，同时也将他的违约金从4500万欧元提高到了7000万欧元。
2021年8月31日，努诺·门德斯以租借方式加盟巴黎圣日耳曼，租借期为一个赛季，巴黎圣日耳曼有购入的選項。
2022年5月31日，努诺·門德斯3,800萬歐元的買斷條款被觸發，他與巴黎圣日耳曼簽下了一份為期四年的合約。

## 国家队生涯
2020年9月4日，在刚完成了俱乐部首秀后，努诺·门德斯在葡萄牙U-21国家队4-0完胜塞浦路斯U-21国家队的U-21欧洲杯预选赛中完成了他的U-21国家队首秀。6个月后，努诺·门德斯在葡萄牙1-0小胜阿塞拜疆的2022年世界杯预选赛中首发出战，并打满了全场比赛，完成了成年国家队首秀。

## 生涯数据

### 俱乐部
最後更新：2021年3月20日
| 俱乐部     | 赛季     | 联赛     | 联赛 | 联赛 | 本土杯赛 | 本土杯赛 | 联赛杯 | 联赛杯 | 欧战 | 欧战 | 其他 | 其他 | 合计 | 合计 |
| 俱乐部     | 赛季     | 联赛等级 | 出场 | 进球 | 出场     | 进球     | 出场   | 进球   | 出场 | 进球 | 出场 | 进球 | 出场 | 进球 |
| ---------- | -------- | -------- | ---- | ---- | -------- | -------- | ------ | ------ | ---- | ---- | ---- | ---- | ---- | ---- |
| 葡萄牙体育 | 2019–20  | 葡超     | 9    | 0    | 0        | 0        | 0      | 0      | 0    | 0    | 0    | 0    | 9    | 0    |
| 葡萄牙体育 | 2020–21  | 葡超     | 20   | 1    | 2        | 0        | 2      | 0      | 2    | 0    | 0    | 0    | 24   | 1    |
| 葡萄牙体育 | 合计     | 合计     | 29   | 1    | 2        | 0        | 2      | 0      | 2    | 0    | 2    | 0    | 32   | 1    |
| 生涯合计   | 生涯合计 | 生涯合计 | 29   | 1    | 2        | 0        | 2      | 0      | 2    | 0    | 2    | 0    | 32   | 1    |

1. ↑  在欧联杯中的出场

## 荣誉
葡萄牙体育
- 葡萄牙足球超级联赛冠軍：2020–21[16]
- 葡萄牙联赛杯冠军：2020–21[17]

 巴黎圣日耳曼
- 法國甲組足球聯賽冠军: 2021-22、2022-23、2023–24[18]、2024–25
- 法國超級杯冠军：2022、2024
- 法國杯冠軍：2023–24
- 欧洲冠军联赛冠軍：2024-25

 葡萄牙國家足球隊
- 歐國聯冠軍：2025